# France Ô
France Ô è stato un canale televisivo francese pubblico edito da France Télévisions. La sua programmazione era dedicata ai territori e regioni della Francia d'oltremare.

## Storia del canale
RFO Sat è stata creata il 25 marzo 1998 per permettere ai francesi d'oltremare residenti nella Francia metropolitana di sapere cosa accade nelle loro regioni d'origine. Il canale andava in onda solo per qualche ora al giorno, a partire dalle 21 via cavo e satellite.
Il 25 febbraio 2005 RFO Sat viene rimpiazzata da France Ô, che trasmette 24 ore su 24; viene scelta la lettera Ô perché rappresenta sia l'iniziale di outre-mer (nome con cui vengono indicati i territori e i dipartimenti francesi d'oltremare), sia per sottolineare un'apertura alle culture del mondo da parte di quest'emittente.
Il canale è visibile in digitale terrestre nell'Île-de-France dal 24 settembre 2007 e da giugno 2010 nell'intera Francia metropolitana attraverso varie tecnologie, e sulla piattaforma Fransat a partire da ottobre 2009.
Dal 2011 trasmetteva una delle due semifinali dell'Eurovision Song Contest, precisamente quella in cui la Francia aveva diritto di voto.
La sede è in 35-37 rue Danton a Malakoff, nell'Île-de-France.
Nel luglio 2018 il governo francese ha annunciato la chiusura di France Ô a causa del calo degli ascolti. La cessazione della trasmissione era prevista per il 9 agosto 2020, in tempo per il culmine delle Olimpiadi estive 2020, ma è stata successivamente posticipata al 24 agosto a causa di problemi di programmazione causati dalla pandemia di COVID-19, che hanno comportato il ritardo iniziale delle partite del 2021. L'ultimo programma trasmesso sul canale è stata una ripetizione del concerto L'Outre-mer fait son Olympia 2019.
Successivamente, il canale ha trasmesso solo un ciclo di spot pubblicitari che promuovono un nuovo portale France Télévisions per i territori d'oltremare, noto come "Portail des Outre-mer La 1ère", oltre ad altri programmi a tema d'oltremare su altri canali di France Télévisions. Il suo segnale è stato spento definitivamente il 2 settembre.